# 林宅血案
林宅血案是于1980年2月28日时，發生於台湾的一起震惊国内外的兇殺案件。这场发生于台北市的事件中，林義雄的六十多歲母親游阿妹及七歲雙胞胎女兒林亮均、林亭均被刺殺身亡，九歲長女林奐均受重傷，此案至今仍未偵破，已成懸案。其中，曾任职于臺灣省議會議員和在美麗島事件中的被告的林義雄，是本次事件的受害者。

## 案情描述

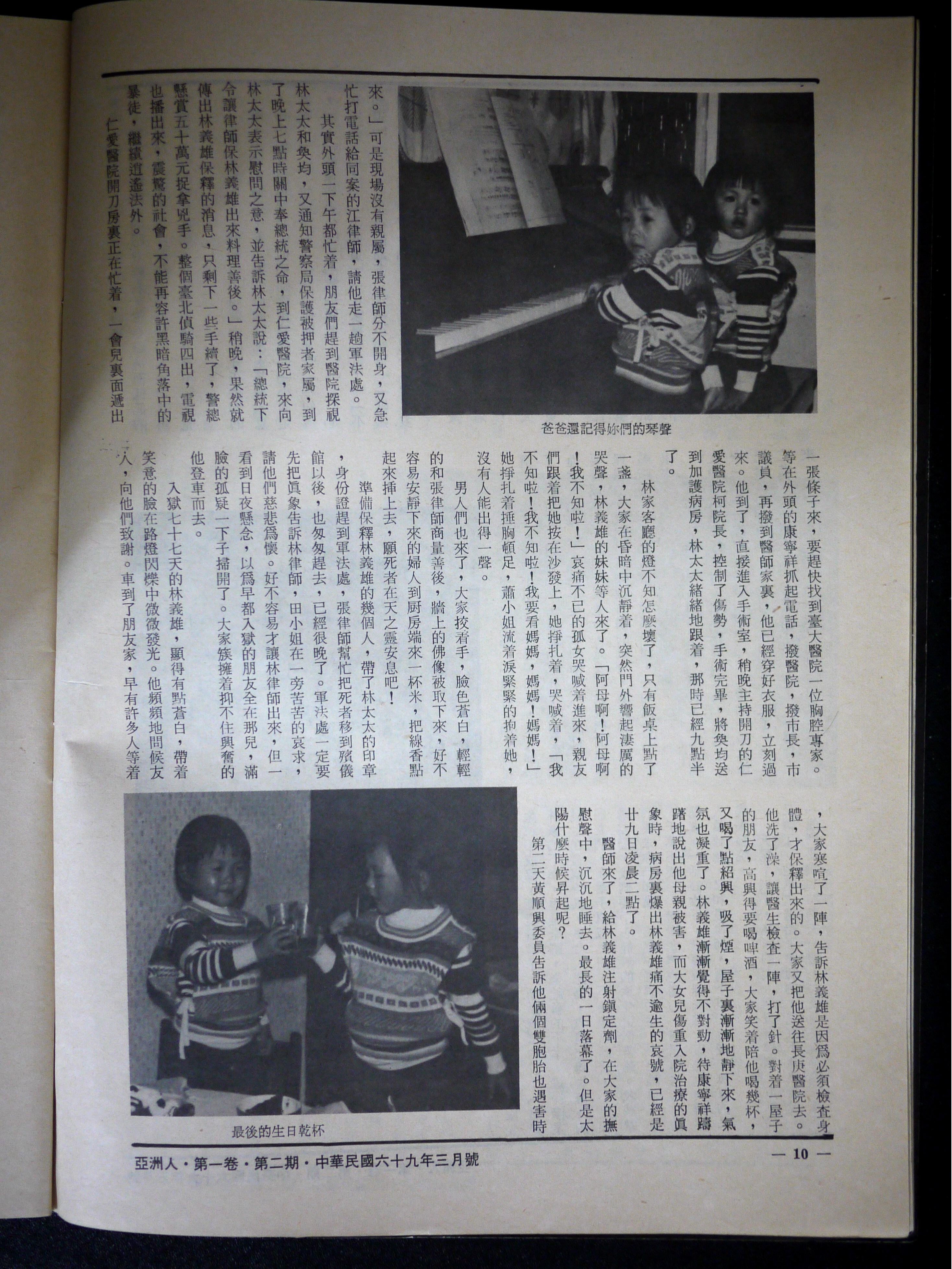
林亮均與林亭均生前照

在1980年2月20日时，臺灣省議會議員林義雄因美麗島事件而被臺灣警備總司令部軍法處以叛亂罪起訴，並拘禁於景美軍法看守所候審，其間曾遭刑罚。為示公正，國民黨政府公開軍事審判過程，開放媒體採訪。9天審判期間，報紙大篇幅全文刊登每日法官、檢察官、被告與辯護律師的陳述與攻防。
于2月28日上午，軍事法庭第一次開調查庭。所有待審的黨外人士的家屬一早就到景美軍事法庭等待旁聽，妻子方素敏於中午12點10分左右，連續打3次電話回家，结果無人接聽。妻子方素敏拜託林義雄的秘書田秋堇回信義路三段31巷16號住處，田秋堇搭公車趕回林家已經是大约下午2點。田秋堇到林家發現長女林奐均被刺傷趴在床上，田秋堇馬上打電話叫救護車。由于找不到雙胞胎和林義雄的母親游阿妹，所以打算前往地下室時，卻發現在昨天能够正常亮起的地下室電燈壞了。
在救護車到後，林濁水和康文雄也相继趕到。田秋堇陪林奐均去醫院，離去之前田秋堇囑咐林濁水找到阿嬷和雙胞胎的下落。林濁水和康文雄摸黑到地下室，在地下室樓梯找到游阿妹，但還是沒找到雙胞胎。隨後趕到的警方也沒有在第一時間找到雙胞胎。林母游阿妹被殺，身中十四刀（前胸六刀、後背三刀、右手一刀、左手臂三刀、頸部一刀），倒斃於地下室樓梯旁；林義雄雙胞胎幼女林亮均與林亭均各被刺一刀由後背貫穿前胸喪命，而林奐均被刺六刀（前胸一刀深及肺部，後背五刀）重傷。
田朝明夫婦的大女兒田秋堇當時是林義雄的秘書，也是第一時間到林家親眼看見血跡斑斑及林奐均一息尚存的人；田朝明的妻子田孟淑則在仁愛醫院代簽林奐均的術前病危通知書，林奐均經急救後脫險。林義雄妻子方素敏因探監而倖免於難。當時美麗島及相關人士認為林義雄住家極可能受到相關單位的監控，且《美麗島雜誌社》就在林義雄住家樓上，兇手竟能夠在此情況下進入林宅、做案並逃逸，讓他們感到震驚。

## 偵辦情形

### 案發前的警告
時任警總司令的汪敬煦於他的訪談錄提到：「他們是希望在二二八當天中午十二點製造一個事件，在美國、日本，甚至臺灣都接到同樣的通知；发送的地址是通过查询電話號碼簿得知的，发送者在不考虑对方是谁的前提下，就直接通过打電話或传真进行通知。他們在美國也公開过幾個電話號碼，和他們进行聯繫的人，均是以自動答錄機被告知该场事件：何時、何地有集會，他們稱這是「廣播站」。他們呼籲二二八當天中午十二點，大家以敲鑼、放鞭炮或按喇叭的方式，來響應這項行動。我們無論如何也沒想到，就在此時會發生林宅血案。」:158

### 案發後的偵查
- 于2月28日案發當天，警方到醫院，在林奐均進開刀房之前偵詢林奐均。
- 由于國民黨媒體影射黨外人士游錫堃涉案，因此警方特轉換偵辦方向。之後，游錫堃遭約談二十幾次，最後因游錫堃當天一直都在公司上班，有充分不在場證據而告終。[4]
- 于3月2日，警方依林宅家中遺留的一盒全新的水果盒追查，懷疑林義雄一名美籍友人家博 （Bruce Jacobs） 涉案；經《聯合報》報導後家博主動聯絡警方前往臺北市警察局澄清。
- 于3月3日，由全臺所有治安單位聯合組成專案小組，在专案组下還設立了14個搜證小組，並且懸賞新臺幣200萬元緝凶。

### 案發現場的鑑識
案發後命案現場經勘查結果，採得可疑指紋12枚，當時經比對出10枚，均為死者及林家親友所有，餘2枚指紋未比對出相符者（其中1枚事後經比對為案發後現場鑑識人員所留）；現場採得掌紋6枚，亦均為死者及林家親友所有；自死者身上採集血液樣本9處，經以血型比對（當時警方尚無DNA檢驗技術），均與死者血型相符，未發現兇嫌遺留血點。
根據現場血跡型態及噴濺痕研判，較支持林亭均、林亮均、林游阿妹陳屍之地下室為第一現場。三位死者的傷痕主要集中於背部，與一般有經驗之兇手常見的一刀斃命刺於心臟、頸部等重要部位不同，是較支持兇手並不熟悉人體骨骼結構，非有經驗之兇手。兇手以單手控制刀械，並可能以左手掩住口鼻，再用右手握刀器刺殺被害人之背部（大部分在右側），致被害人無法反應、重傷之程度。在2023年監察院提出「林宅血案結案調查報告」，認為根據兇手行兇後之行為，其應為專業殺手，推翻了過往假設。
現場無物品翻動凌亂現象，無財物損失報告，無明顯現場進出口門窗破壞情形，應可排除「財殺」情形。兇手極可能對林家屋內結構、起居情況瞭解甚詳，且據目擊疑似兇嫌之證人描述，暨行兇手法、刀器研判，較支持為一人行兇。:19-20
後經清查現場附近週邊巷道、水溝、牆角、空屋、工地暨各住宅內外庭院可能與本案有關之證物歷時多日，均未獲得有利本案之跡證。人員清查方面，當時各參與偵辦機關經受理並清查有關本案情報線索，被清查對象達百萬人次以上，在當年總人口數一千多萬人中，其調查工作可謂極為浩繁。:12

### 金琴西餐廳
在林宅血案發生時，行兇歹徒曾於當日下午1時12分左右，自林宅使用家用電話撥打至臺北市南京東路2段一家金琴西餐廳，向櫃臺人員表示要找一位「王春ㄈㄥ」先生，經櫃臺廣播後無人前來接聽即行掛斷。因當時警總有監聽林宅電話，該通電話經警總電監單位截聽，專案小組於案發次日獲得該項情資後，隨即對金琴西餐廳展開專線清查，惟經訪查當日餐廳員工及經常出入該餐廳之王姓顧客，並以「王春ㄈㄥ」三字進行同音字戶籍資料比對，均未能查獲可疑對象。林宅血案發生，在歷時約2年間投入龐大人力、物力進行偵查後，因始終無具體突破，偵查工作遂逐漸沉寂。:13

### 游錫堃、美籍教授家博被懷疑

#### 有關林奐均證詞
1. 警總司令汪敬煦於事件12年後訪談中的說法：『首先發現命案者是林義雄的祕書田秋堇小姐……唯一的倖存者林奐均，馬上送到仁愛醫院急救。當林奐均清醒後，她的家人曾問她命案當時的情況，她說是到我們家來過的叔叔做的。稍後，她復原得差不多時，我們再問她，一方面是她不願說，一方面則是林義雄太太說小孩身體尚未痊癒，不要打擾她。等到他們搬回宜蘭老家時，我們再去問她時，她竟然說：「我看那個人很像蔣經國。」她之所以如此回答，是因為有人教他這樣說，而且那個人我們也查出是誰。』[3]:160
2. 《2009年7月高檢署重啟調查報告》說法：傷者林奐均於警方當時相關訪談紀錄中復曾表示兇手似很眼熟等情。[6]:16
3. 林家友人田孟淑說法：守候在林奐均身旁的多位林家友人，包括田孟淑和田秋堇母女都清楚聽到林奐均說兇手是她「不認識」的人。林奐均在被送進開刀房之前，虛弱卻清楚的告訴情治人員兇手「不是」她認識的人，情治人員問是不是來修理冰箱的，林奐均回答：「不是」；情治人員問是不是來修理電視的，林回答：「不是」；情治人員問是不是來修理XX的，林都回答「不是」[8]。隔天一媒體出現標題： 「那個壞人我記得，行兇者高高瘦瘦， 她認得出來」。另一媒體標題：「高瘦青年特定人物 ，曾追求過林義雄胞妹」報導形容兇手身材高瘦皮膚黝黑 ，還擔任過林義雄的競選幹部 （指游錫堃）。游錫堃被二十幾次約談，因游錫堃當天一直都在公司上班，不在場證據相當充分。接著專案小組放出風聲，把兇手指向案發之前曾到林家拜訪的美國籍友人、長期關心人權問題的哥倫比亞大學教授家博。

#### 有關家博
1. 警總司令汪敬煦說法（12年後的訪談紀錄）：『依我判斷這件血案可能在美國策動；由哪個單位策動，我沒有這方面的證據。他們是希望在二二八當天中午十二點製造一個事件，在美國、日本，甚至台灣都接到同樣的通知……（汪敬煦推測）他們為了選擇對象，由被稱為「大鬍子」的美籍澳洲大學政治學教授家博先到姚嘉文、張俊宏、林義雄家偵查……調查這三個家庭的人數和進出情況……家博調查的結果，發現林義雄家最容易下手[3]:158。案發後林義雄的妹妹接受詢問時，稱家博曾在案發前的聖誕節前後到林義雄家串門子，非常詳細問她家裡的情形，媽媽和小孩何時出去？何時回來？[3]:160案發當日十二點十分左右，林宅對面商店老闆曾看到有個男人出來開門讓家博進去，（家博）幾分鐘後才離開，但那名男子則始終沒有出來[3]:159。我們傳訊家博時，由於有人目擊他在案發當時曾在現場出現過，但沒有直接證據證明他涉案，因此他說我們無權拘留他。新聞界的壓力也相當大，甚至把家博扣留都認為不對。在偵訊期間，家博曾說漏了一句話。先是，我們對他說，希望破案時，你能回來替我們見證。他馬上就反應說：「你們破不了案」。意思即是刺客老早離開臺灣了。』[3]:160
2. 《2009年7月高檢署重啟調查報告》說法：美籍人士家博於案發前數日曾幾度至林宅拜訪，且經林義雄鄰居指認其於案發當日中午二度至林宅按門鈴，一個目擊者並表示家博第二次至林宅按門鈴時，林宅內有人開門讓其進入。是家博為專案小組最先鎖定之涉嫌對象，然家博否認於案發當日中午有到林宅按門鈴，且警方搜索其住處，並未發現其涉案事證，偵訊過程亦無進展，家博嗣於同年5月間離臺。[6]:8
3. 家博受訪時說：《聯合報》說可能有一個有鬍子的外國人（涉案），因為我朋友很擔心，因為我有鬍子，（報導又說）這個有鬍子的外國人可能有念到博士，我就想那一定是指我，所以我就跟刑事警察局聯絡，我說中午我有跟雙胞胎講話，你們還沒有跟我聯絡，我有這些資料，如果你要的話我願意過來。但是經過24小時的訊問內容，問了很多笨笨的問題，大概那時候是希望看起來有外國人跟這個案子有關係。唯一對我，也不是暴力，但是不必睡覺。他們訊問的方式是每個小時換人，因為我非常累，問同樣的無聊問題。
4. 結果：家博身上查不到線索，加上國際特赦組織關切，專案小組放人。

### 案發前後對林宅之監聽、監控
在2009年7月28日，高檢署「林宅血案、陳文成命案重啟調查」報告指出：

- 依據刑事局現存案卷資料，確實發現情治單位用以監控當年黨外人士之「彩虹專案」電話監聽部分資料，尚可查考於1980年2月28日案發當日林宅電話之通話紀錄計有四通：

1. 上午 11 時許，（身分不詳）自日本撥打至林宅，接聽人雙胞胎女兒及林母，監聽人員「有」製作譯文摘要。
2. 下午 1 時 12 分，撥打至金琴西餐廳之電話，疑為行兇歹徒，監聽人員「無」製作譯文摘要。
3. 下午 1 時 40 分許，林義雄友人李金山撥打至林宅，接聽者為女性，應為最先到達現場之田秋堇女士，監聽人員「無」製作譯文摘要。
4. 下午 4 時 30 分許 （命案發生後），同一人自日本撥打至林宅，接聽人應為林義雄先生的辯護律師及康寧祥先生，監聽人員「有」製作譯文摘要。

- 調查報告稱，依據案發後警方就林宅週邊鄰居查訪及檔案管理局保存之「彩虹專案」資料，尚無證據顯示案發前有情治人員在林宅週邊監控。但林義雄秘書蕭裕珍在案發前一天夜晚發現一名可疑男子在林宅對面賣菜的攤子旁抽煙[2]。

## 官方的處理與態度
由於林義雄當時因美麗島事件而被警備總部（警總）收押，事涉敏感。當天又是三十多年前二二八事件發生的日子，時機巧合。林義雄當年為美麗島事件要犯，其住處及電話均為情治單位所監控，兇手還能從容進出林宅行兇，有黨外人士懷疑或認為此事件是國民黨政府所策劃，藉以動搖各地黨外人士的意志。持不同意見者則認為，當年命案發生時，林義雄雖為美麗島事件八名以叛亂罪起訴的要犯之一，但八位均已被捕多日，分別被羈押一個月十七天至兩個多月之久，林義雄家屬均為婦孺，執法當局是否仍有對其住宅實施監控之必要，讓人存疑。根據檢、警檔案有關案發後對林宅周邊鄰居的訪談、訊問資料，除有鄰居證述命案前後有發現疑似行兇歹徒外，並無任何證述有疑似情治人員在林宅周邊長時間監控情形。
關於蔣經國的態度，他在處理美麗島事件時，做了一個政治決定，他對部屬表示：「不管你們怎麼處理，我不希望看到有死刑。」這個出自於蔣經國的指示，是在林宅血案發生之前所下，時間點落在1980年1月與1980年2月20日之間。美國在臺協會理事主席丁大衛（David Dean）在林宅血案發生的前一個月（1980年1月）曾與蔣經國會晤。蔣經國向他保證，美麗島事件會被明智處理，大部分審判將以司法審判而非以軍事審判，並且不會有人會被判死刑。
林宅血案發生當天，警政署孔令晟署長得知血案發生後，至表震驚，斷然表示，嚴緝凶手，派員嚴密保護「美麗島」八名涉案家屬之安全。孔令晟署長下午三時許，由台北市警察局長胡務熙，刑事警察局長曹極，市警察局副局長高松壽、林永鴻、吳維和等人陪同至兇案現場了解案情，然後又到仁愛醫院慰問林妻及受傷的林奐均。孔令晟表示，我們是個法治國家，絕不容兇手逍遙法外，飭令所屬迅速破案。目前最重要的是救人第一，延請台大、長庚、榮總醫師前來會診，並宣布所有受害者醫療費用，全由警政署負擔。
林宅血案發生當天，時任中華民國總統蔣經國接獲報告而得知血案發生。蔣經國對於林義雄家中遭逢兇案感到震驚和悲傷，他指示懸賞緝凶，並且派警方人員保護美麗島事件被告的家屬，以避免再度發生不幸。
林宅血案發生後的次日的凌晨一時，警政署表示，呼籲民眾提供線索，凡因而破案者，將特別發給獎金，並保證不洩漏秘密證人之姓名身分。警政署表示：此一兇案，慘絕人寰，為近年來所少見，兇手暴戾殘酷，令人髮指，除責由專案小組人員竭力緝凶外，尤盼全體民眾見義勇為，發現可疑，立即通知警方，俾早日緝獲兇犯。根據《台灣新聞報》的報導，警政署所提供的破案獎金為50萬元，若連同警總的200萬元獎金，合計有250萬元獎金。
林宅血案發生後的次日，警總司令汪敬煦宣布，提供200萬元破案獎金，給提供線索而使林宅血案破案的民眾。汪敬煦表示，省議員林義雄家發生兇殺案，至為不幸。暴徒用心的狠毒，手段的殘忍，令人痛恨。除令飭警察及有關治安單位，全力偵查，短期破案外，並呼籲全體國民能提供線索，協助偵破。汪敬煦希望：在案發當天若曾目擊有人出入林宅者，應急速與警方聯絡，提供資料，以利緝凶。
林宅血案發生後的第12天，警總宣布，將破案獎金提高為500萬元。警總表示，凡對林義雄母親林游阿妹及女兒林亮均、林亭均祖孫血案提供線索因而破案者，將發給獎金500萬元，並對提供線索者保密。警總呼籲全體同胞與治安機關合作，繼續提供偵查線索，協助治安機關早日破案，使此一血案兇手受到法律應有的制裁。
林宅血案發生後的第15天，據警政署高級官員透露，該署已非正式的對基層員警宣布：如果林宅血案因基層員警所提供的線索而破案者，除了警備總部所提供的500萬元獎金外，警政署將另外發給300萬元的獎金，同時，居首功者並可獲得連升三級的重獎。據悉：林義雄住宅血案，除了警政署另提300萬元獎金外，另外又包括調查局在內的其他治安單位，亦有另行提供新台幣300萬元獎金的非正式宣布。
關於蔣經國政府對林義雄先生所提供的協助，時為清大教授的沈君山有如下的描述：
「林義雄他出去的時候是我保釋的。那個時候蔣經國把這個事交給李登輝副總統，李登輝打電話給我要我去保他。我對方素敏（林義雄之妻）非常的尊重跟欣賞。她受好多委屈，但非常理性。當時我們經常見面，她滿識大體，所以我誠心誠意想幫她的忙。後來我再幫他們跟蔣彥士談，我說林義雄這個案件，無論他實際參與的分寸，和他遭受的慘案，所有人都覺得不應該。後來就得到這麼一個認知，就是不要他（林義雄）去參加軍法大審，在另外的地方把他換下去。我去跟林義雄的辯護律師江鵬堅和張政雄談，我說：『所有的叛亂罪都是政治解決，沒有人是法律解決，因此不應該將林義雄調去軍法審判。如果調去的話，他因為家庭有變故，就另案辦理。到時候他就可以用緩刑等方式。』那個時候張政雄沒什麼意見。但江鵬堅起先不答應，我勸他，後來江鵬堅好像答應了，他說要去問問林義雄。結果到最後林義雄一直沒有答應不來。其實只要軍法大審他不出現就好辦。當然政府也不會告訴你一定會把你怎麼樣，但是這可以運作。但是最後他還是出庭了。」
二月二十八日深夜，林義雄獲准交保及延期審理。三月十八日軍法大審開始，林義雄由兩位辯護律師陪同，要求准予同時參加審理獲准。
血案發生後，熱心的民眾對林義雄表達關心。林義雄有感於總統及同胞的關懷，特地寫了一封公開信致謝。信中他對總統及同胞的愛心和關懷表達感謝，並期許社會在政府和人民的努力之下，達到永遠的祥和與幸福。

## 受害人日後狀況

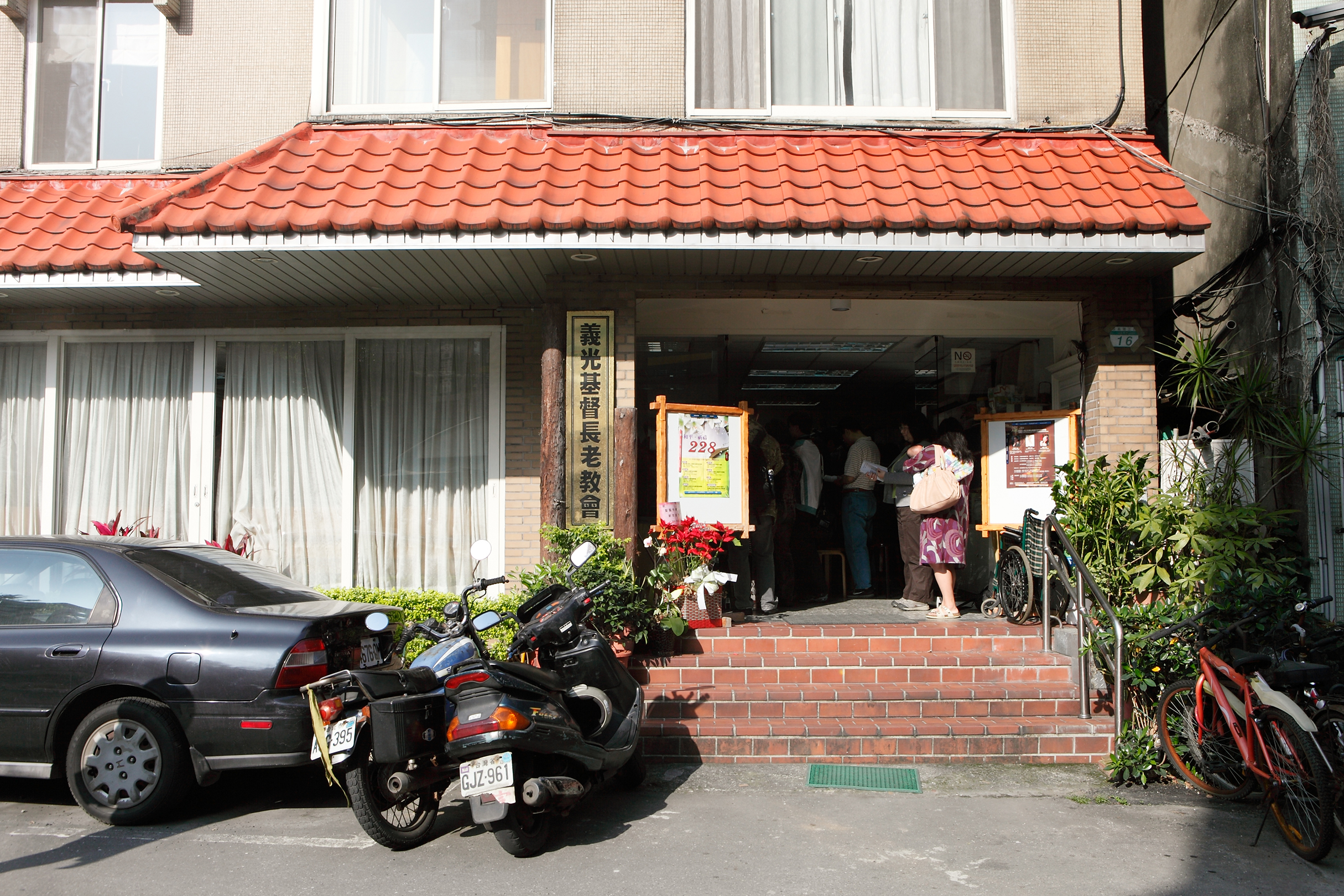
台灣基督長老教會義光教會，即當年滅門血案發生地

林義雄入獄後，林妻方素敏與女兒林奐均面臨生活困境而打算將凶宅出租或出售；台灣基督長老教會基督徒及海外基督徒籌款新臺幣780萬元買下凶宅，建立教會，即現今的「台灣基督長老教會義光教會」。每年2月28日上午9點，台灣基督長老教會都會在義光教會舉行追思禮拜，隨後專車前往宜蘭林家墓園舉行追思活動。林奐均之後前往美國讀書，並且與傳教士印主烈（Joel Linton）結婚，於哥倫比亞大學取得英文教育碩士，是一位音樂家。目前林奐均與印主烈一家七口定居於臺灣。

## 案件後續
在1996年11月，臺北市市長陳水扁要求當時的臺北市政府警察局刑事警察大隊大隊長侯友宜重新啟動「撥雲專案」偵辦動作，但因全案已懸宕多年，相關人證、物證有所缺漏，在辦案上經常遇到瓶頸。
在2009年3月，時任總統馬英九指示重新調查林宅血案與陳文成命案，以最高檢察署為首組成聯合專案小組。但最後因年代久遠，偵查難有突破。而現在因已過了最長25年的刑事追訴期，故找到真兇亦無法加以定罪。
在2019年7月促轉會針對林宅血案、陳文成命案展開調查，陸續訪談相關人士，國安局亦首度同意促轉會進入國安局，調閱約2,000件被列為永久機密的檔案，未來有望全數解密。
在2020年2月在林家血案40周年之際促轉會公布調查報告，其中兇手案發後曾用林宅的電話，該通話的監聽錄音帶事後遭銷毀，有當時國民黨政府當局直接涉入的嫌疑。
在2022年3月，監察委員蔡崇義、范巽綠繼續調查此案，並於同月21日提出調查報告及糾正案，獲得聯席委員會議通過，並於2023年2月公布調查報告且通過糾正行政院。蔡崇義表示，雖無證據證明情治人員涉案，但警總為主的情治系統在此案中出現6項重大違失包括：
1. 情治介入司法
2. 誤導辦案方向
3. 阻撓刑案偵辦
4. 操弄媒體
5. 包庇犯嫌
6. 運用黑道

## 相關作品

### 詩
- 楊牧：悲歌為林義雄作（1980），原刊於《八方文藝叢刊》，後收錄《楊牧詩集Ⅱ》（臺北：洪範書店，1995年）
- 陳芳明（署名陳嘉農）：未竟的探訪（1982），原刊於《文學界》，後收錄於〈回家的方式〉，《革命與詩》（臺北：印刻，2016年）
- 林雙不：一對雙生小蝴蝶──紀念亮均、亭均（1990），收錄於《安安靜靜很大聲》（臺北：前衛出版社，1995年）
- 許悔之：不忍——詩致林義雄，收錄於《肉身》（臺北：皇冠出版社，1993年）

### 詩文集
- 慈林基金會編：《十年生死：林游阿妹女士暨亮均、亭均受難十周年紀念集》（五結：慈林基金會，1991年）

### 紀錄片
- 莊益增、顏蘭權：《牽阮的手》（無米樂電影公司，2010年）

### 歌曲
- 青虫 aoi：〈彼當時〉

### 电影
- 血观音（2017年電影）